# Senatorische Geschichtsschreibung
Als senatorische Geschichtsschreibung bezeichnen Althistoriker jene antiken Geschichtswerke, die die römische Geschichte dezidiert aus der Perspektive des Senats schildern.

## Entwicklungsstufen

### Republik
Bereits in republikanischer Zeit wurde die römische Geschichtsschreibung, die vergleichsweise zur griechischen erst recht spät einsetzte, ganz entscheidend von Personen aus dem senatorischen Umfeld getragen. Der Senator Quintus Fabius Pictor verfasste in der zweiten Hälfte des 3. Jahrhunderts v. Chr. – noch in griechischer Sprache – ein heute verlorenes Geschichtswerk von der sagenhaften Frühzeit Roms bis in seine Gegenwart. Bald darauf entstanden dann die lateinischen Origines („Ursprünge“) Catos des Älteren, von denen nur noch Fragmente erhalten sind, die aber ein hohes intellektuelles Niveau ihres senatorischen Verfassers verraten. Von den folgenden Geschichtswerken senatorischer Prägung sind mit am bekanntesten die des Sallust und des Gaius Asinius Pollio. Waren die frühen Werke römischer Geschichtsschreiber noch annalistisch aufgebaut und behandelten somit nach Jahren geordnet längere Zeiträume, so widmeten sich die späteren Autoren (so etwa Sallust und Asinius Pollio) verstärkt der Zeitgeschichte. Die Commentarii des Gaius Iulius Caesar dienten diesem zur Legitimierung seines Kriegs in Gallien und des anschließenden Bürgerkriegs, waren aber streng genommen keine Geschichtswerke.

### Kaiserzeit
Titus Livius verfasste zu Beginn der Kaiserzeit eine Universalgeschichte Roms, doch gehörte er nicht der senatorischen Führungsschicht an, wie auch mehrere der ihm nachfolgenden Geschichtsschreiber (z. B. Velleius Paterculus, der zwar Senator war, aber nicht zur Nobilität zählte).
Der besondere Charakter der senatorischen Geschichtsschreibung in der römischen Kaiserzeit hängt mit dem Wesen der Staatsform des Prinzipats zusammen: Seit Kaiser Augustus wurde die nach den Bürgerkriegen scheinbar erneuerte res publica faktisch von einem Monarchen, dem princeps, beherrscht, der durch seine gewaltige Klientel, seine auctoritas, sein riesiges Vermögen und die Kontrolle über die Armee eine Machtposition innehatte, die durch die Verleihung von Sondervollmachten (vor allem das imperium proconsulare [maius] und die tribunizische Gewalt) formal legalisiert wurde. Der altehrwürdige Senat war weitestgehend entmachtet, bestand aber fort und stellte ein lange unverzichtbares Gremium dar, das die Position des Kaisers legitimierte und in Gestalt der Senatoren zudem eine soziale Elite repräsentierte, auf die der princeps zumindest bis ins 3. Jahrhundert nicht verzichten konnte. Bezeichnenderweise waren bis zu dieser Zeit alle Kaiser vor ihrer Herrschaft (und formal auch dann noch weiterhin) Senatoren: Offiziell lag die Macht nach wie vor bei „Senat und Volk von Rom“ (Senatus Populusque Romanus); die Senatoren legten größten Wert darauf, diese Fiktion aufrechtzuerhalten.
Da der Senat also auch während der Kaiserzeit eine Versammlung der Reichselite darstellte, wiesen die meisten seiner Mitglieder eine ausgeprägte klassische Bildung (paideia) auf; viele waren literarisch tätig, und es lag für sie nahe, sich nach dem Rückzug aus der Tagespolitik mit Geschichtsschreibung zu befassen. So wie der größte Teil der antiken Literatur sind auch die meisten dieser Werke heute verloren (siehe auch Bücherverluste in der Spätantike), aber die der beiden wohl bedeutendsten, Tacitus und Cassius Dio, sind zumindest teilweise erhalten geblieben: Um 100 n. Chr. verfasste Tacitus, ein ehemaliger Suffektkonsul, eine lateinische Darstellung der Jahre von 14 bis 68 (die Annalen) sowie von 69 bis 96 (die Historien) in ursprünglich 30 Büchern. Dabei stützte sich Tacitus auf eine ganze Reihe heute verlorener Werke, etwa das des Aulus Cremutius Cordus. Cordus hatte in seinem Geschichtswerk Brutus gelobt und Cassius als den letzten Römer bezeichnet, was als Majestätsbeleidigung aufgefasst worden war; die meisten Exemplare seines Werks wurden auf Senatsbeschluss verbrannt. Ähnlich war es bereits unter Augustus Titus Labienus ergangen.
Vor allem im 1. Jahrhundert blühte die senatorische Geschichtsschreibung, wobei einige Autoren wie Servilius Nonianus oder Cluvius Rufus selbst Senatoren waren, andere, wie Aufidius Bassus, waren offenbar ritterlichen Standes, scheinen aber aus ähnlicher Perspektive geschrieben zu haben. All diesen Historikern ist gemein, dass ihre Werke heute praktisch spurlos verloren sind, wenngleich sie späteren Autoren als Vorlage gedient haben dürften. Dies gilt auch für die Historia Romana in 31 Büchern, die Plinius der Ältere verfasste. Nach Tacitus erlosch dann die große römische Geschichtsschreibung senatorischen Typs vorerst – oder genauer gesagt: Die entsprechenden Werke sind, wie etwa jenes des Servilius Nonianus oder des Marius Maximus (der allerdings Kaiserbiographien verfasste), heute praktisch vollständig verloren und entziehen sich daher einer konkreten Bewertung. Durch Sueton wurde um 120 die Biographie zum beliebten Genre, wobei die Kaiser nun völlig im Mittelpunkt standen; Sueton stützte sich dabei auf mehrere, heute verlorene Quellen.
Der Senator und zweifache Konsul Cassius Dio, der im frühen 3. Jahrhundert schrieb, führte mit seiner in griechischer Sprache verfassten, 80 Bücher umfassenden Römischen Geschichte die Tradition der großen senatorischen Geschichtsschreibung fort – allerdings fehlt bei ihm, soweit erkennbar, die Rückbesinnung auf die verlorene „republikanische Freiheit“ (libertas), die typisch für das Werk des Tacitus gewesen war. Dennoch betont Dio etwa die große Schwierigkeit, für die Zeit ab Augustus auf Quellen zugreifen zu können, deren Inhalt nicht im Sinne der Kaiser gefiltert bzw. zensiert war. Da sich zentrale Vorgänge nun nicht mehr öffentlich abspielten, sei es zudem schwierig zu entscheiden, welche Informationen zuverlässig seien: Jeder Historiker laufe nun Gefahr, Dinge zu berichten, die bloße Gerüchte seien, während man von vielen Dingen, die tatsächlich passiert seien, gar nichts mehr erfahre. Wie Tacitus misst auch Dio die Herrscher wesentlich an ihrem Verhalten gegenüber dem Senat.
In der römischen Kaiserzeit schrieben daher nur sehr wenige Geschichtsschreiber, selbst wenn sie Zeitgeschichte schrieben, auch über die unmittelbare Gegenwart, in der sie ihr Werk verfassten, da kritische Schilderung der Kaiser für die Autoren gefährlich sein konnte. Oft schilderten sie eher einen Zeitraum bis einige Jahre vor dem Abfassungszeitraum, als ein anderer Kaiser an der Macht war und Kritik so leichter geübt werden konnte; über die zeitgenössischen Herrscher berichteten eher Panegyriker, die ausschließlich Positives berichteten.
In der Spätantike entstand im 4. Jahrhundert die so genannte Enmannsche Kaisergeschichte, die zwar heute verloren ist, die aber von mehreren Breviatoren benutzt wurde (unter anderem Aurelius Victor) und in der die Ereignisse wohl aus einer senatsfreundlichen Perspektive geschildert wurden, während der letzte große lateinische Historiker der Antike, der ehemalige Militär Ammianus Marcellinus, die Senatoren Roms scharf für ihr lasterhaftes Leben kritisierte. Wenngleich das Werk nicht erhalten ist, so sind aufgrund des sozialen Hintergrunds des Autors hier auch die Annales des Virius Nicomachus Flavianus zu nennen. Wohl um 400 verfasste dann ein anonymer (nicht-christlicher) Autor eine Biographiensammlung römischer Kaiser, die sehr problematische Historia Augusta, in der ein betont pro-senatorischer Standpunkt vertreten wurde. Auch Prokopios von Caesarea schrieb noch im 6. Jahrhundert, am Ende der Antike, aus einer solchen Perspektive.

## Charakteristika und Problematik
Typisch für die senatorische Geschichtsschreibung sind folgende Merkmale:
- Die Autoren waren sehr gebildet und kannten das politische Geschäft aus eigener Erfahrung. Der thematische Schwerpunkt liegt daher auf der politisch-militärischen Geschichte.
- Aufgrund ihrer Stellung war es ihnen möglich, staatliche Archive für ihre Recherchen zu benutzen. Sie waren daher insgesamt in einer guten Position, um an zuverlässige Informationen zu gelangen.
- Wie die meisten antiken Geschichtsschreiber erhoben sie den Anspruch, nur der „Wahrheit“ verpflichtet zu sein und – in den Worten des Tacitus – sine ira et studio („ohne Zorn und Eifer“) zu schreiben, was aber nicht selten auch nur ein topisches Motiv war.
- Zugleich schufen sie – wie alle antiken Geschichtsschreiber – literarische Kunstwerke mit oft hohem Formwillen und dem Anspruch, die Leser zu unterhalten.
- Auswahl und Interpretation des Materials sowie die Beurteilung der Akteure (insbesondere der Kaiser) sind in viel höherem Maße, als es die ältere Forschung wahrnahm, vom senatorischen Standpunkt der Autoren beeinflusst. An Kaisern, die die Senatoren in deren Augen nicht respektvoll genug behandelten, „rächte“ man sich, indem man sie nach ihrem Tod negativ darstellte. Zugleich musste man den Umstand berücksichtigen, dass Teile des Senats mit dem jeweiligen Herrscher kooperiert und von ihm profitiert hatten. Daher bedienten sich die senatorischen Geschichtsschreiber teils sehr subtiler und raffinierter Manipulationstechniken.

Zusammenfassend kann festgehalten werden, dass die senatorische Geschichtsschreibung eine unverzichtbare Quelle darstellt. Sie gibt aber den Standpunkt und die Weltsicht einer kleinen, sehr standesstolzen (und in sich durchaus gespaltenen) Elite wieder. Zu berücksichtigen ist, dass Kaiser, die in diesen Werken postum in düsteren Farben dargestellt werden, von anderen Teilen der Bevölkerung teilweise anders wahrgenommen und beurteilt wurden. So war Nero wohl bei einem großen Teil der einfachen Bevölkerung und besonders im griechischen Osten des Reiches recht beliebt, während Domitian zumindest die Sympathien der Armee genoss. Beide werden bei Sueton und Tacitus (der Domitian in dem erhaltenen Teil seiner Historien zwar nur am Rande erwähnt, dessen Domitianbild sich aber an den entsprechenden Passagen des Agricola ablesen lässt) durchgängig negativ dargestellt.
Diese Relativierung des in den senatorischen Quellen gezeichneten Bildes einzelner Kaiser führt nicht notwendigerweise zu einer völligen Umkehr der seit dem 19. und frühen 20. Jahrhundert gängigen Einschätzungen von deren Persönlichkeit und Leistung. So wird etwa Nero weiterhin auch unter Berücksichtigung der Voreingenommenheit der Quellen von den meisten Althistorikern kaum positiv beurteilt. Es besteht kein Grund zur Annahme, die senatorischen Geschichtsschreiber hätten sich ausschließlich an den Interessen des Senats als Körperschaft orientiert und übergeordnete Staatsinteressen völlig außer Acht gelassen. Ihre Darstellung war aber davon beeinflusst, inwiefern die jeweiligen Kaiser im Einvernehmen mit dem Senat herrschten und die herkömmlichen Rechte der Senatoren achteten.